# Bahía de Caráquez
Bahía de Caráquez est une ville touristique d'Équateur, située à environ cinq heures de route de la capitale Quito et à quatre heures au nord de Guayaquil, sur la côte de l'océan Pacifique.

## Histoire
Touchée par un tremblement de terre en août 1998, la ville se reconstruit sur le principe d'ecocity, intégrant des éléments de développement durable dans son plan d'urbanisme.

## Géographie
Bahía de Caráquez est la capitale du canton de Sucre.

## Tourisme
Située sur une péninsule sableuse, la ville (env. 30 000 habitants) est une destination estivale prisée, qui a profité du développement du tourisme depuis la fin du XXe siècle.
Bahía de Caráquez possède un aéroport (code AITA : BHA).

## Toponymie
Le toponyme Caráquez est d'origine espagnole, et l'historien Fidèle Thériault croit qu'il a la même origine que celui de Caraquet, au Canada, une ville autrefois fréquentée par des pêcheurs basques.

## Voir également
Culture Bahia